# Altes Testament
| Bücher des Alten Testaments |
| --- |
| Pentateuch |
| - Genesis (1. Mose) - Exodus (2. Mose) - Levitikus (3. Mose) - Numeri (4. Mose) - Deuteronomium (5. Mose) |
| Geschichtsbücher |
| - Josua - Richter - Rut - 1. Samuel - 2. Samuel - 1. Könige - 2. Könige - 1. Chronik - 2. Chronik - Esra - Nehemia - Tobit (Tobias) - Judit - Ester + Zusätze - 1. Makkabäer - 2. Makkabäer                                                                        |
| Lehrbücher |
| - Ijob (Hiob) - Psalmen - Sprichwörter (Sprüche Salomos) - Kohelet (Prediger Salomo) - Hoheslied - Weisheit Salomos - Jesus Sirach |
| Propheten |
| „Große“ - Jesaja - Jeremia - Klagelieder Jeremias - Baruch mit Brief des Jeremia - Ezechiel (Hesekiel) - Daniel (+ Zusätze) „Kleine“ (Zwölfprophetenbuch) - Hosea - Joel - Amos - Obadja - Jona - Micha - Nahum - Habakuk - Zefanja - Haggai - Sacharja - Maleachi |
| - Namen nach dem ÖVBE, konsequent angewandt z. B. in der Einheitsübersetzung - Eingeklammerte Namen: ältere protestantische Tradition, als Ausnahme (neben ÖVBE) in der Lutherbibel - Kursiv: Deuterokanonische Schriften                                          |

Das Alte Testament (abgekürzt AT) ist der erste Teil der Christlichen Bibel und basiert hauptsächlich auf den 24 Büchern der hebräischen Bibel, sowie Apokryphen. Es ist eine Sammlung alter religiöser jüdischer Schriften in hebräischer und teilweise in aramäischer Sprache. Der zweite Teil der christlichen Bibel, das Neue Testament (abgekürzt NT), ist in griechischer Sprache verfasst. Die Auswahl und Anordnung der biblischen Bücher wurde bis 350 n. Chr. festgelegt.

## Bezeichnungen
Die Bezeichnung Altes Testament rührt von lateinisch testamentum, Übersetzung von hebräisch בְּרִית berît bzw. griechisch διαθήκη diathēkē „Bund“ her.
Als Altes Testament bezeichnet die christliche Theologie seit etwa 180 n. Chr. einen Teil der heiligen Schriften des Christentums.
Rösel meint, dass der Begriff „Altes Testament“ auf 2 Kor 3,14  zurückgeht, wo die griechische Bezeichnung altgriechisch παλαιὰ διαθήκη für den Tanach verwendet wird.
Die Urchristen fanden Tora, Propheten und sonstige jüdische heilige Schriften als noch unabgeschlossene Bibel vor. Sie nannten sie aber nicht „Altes Testament“, sondern verwendeten dieselben oder ähnliche Begriffe wie das damalige Judentum: „die Schrift“ oder „die Schriften“ (griech. γράμμα gramma, γραφή graphē), manchmal abgekürzt „das Gesetz“ (griech. νόμος nomos für hebr. תוֹרָה Tora), meist aber „das Gesetz und die Propheten“ oder „Mose und die Propheten“, einmal auch „Gesetz, Propheten und Psalmen“ (Lk 24,44 ) analog zur seit etwa 100 v. Chr. üblichen Dreiteilung des jüdischen Bibelkanons.
Das lateinische testamentum (abgeleitet von testari, „bezeugen“) ist eine ungenaue Übersetzung des griechischen Begriffs διαθήκη (diathēkē), das in der Septuaginta die letzte mündliche oder schriftliche Willenserklärung eines Sterbenden im Sinne einer Verfügung bezeichnet. Im NT bezeichnet der Begriff nie die jüdischen heiligen Schriften insgesamt. Paulus von Tarsus bezog διαθήκη (diathēkē) in 2 Kor 3,14  auf Gottes Willensoffenbarung am Berg Sinai, deren Überlieferung (Ex 19–24 ) im Synagogengottesdienst regelmäßig mündlich vorgelesen wurde. Er stellte ihr Gottes endgültigen Versöhnungswillen gegenüber, der sich im stellvertretenden Gerichtstod Jesu Christi am Kreuz realisiert und so Gottes Bund mit dem Volk Israel erfüllt und erneuert habe. Selbstverständliche Voraussetzung der Gegenüberstellung von altem und neuem Bund war für alle Urchristen die Identität JHWHs, des Gottes Israels, mit dem Vater Jesu Christi, und die unverbrüchliche Geltung seiner Segenszusage an Abraham, zum „Vater vieler Völker“ zu werden (Gen 12,3 ), die Jesus Christus zu erfüllen begonnen habe (Hebr 6,13 ff. ).
Melito von Sardes bezeichnete um 170 erstmals alle schriftlichen Zeugnisse vom Heilswillen Gottes vor dem Auftreten Jesu Christi im Unterschied zu den apostolischen Schriften (auf Griechisch) als „Altes Testament“. Die Übersetzung von diathēkē mit dem lateinischen Wort testamentum ist erstmals um 200 bei Tertullian belegt.
Das Attribut „alt“ wurde in der Substitutionstheologie des christlichen Antijudaismus im Sinne von „überholt“, „abgelöst“, „aufgehoben“ und „nicht mehr gültig“ gedeutet. Damit war die Abwertung des Judentums verbunden, die im christianisierten Europa oft in seine Unterdrückung und Verfolgung mündete. 
Seit 1945 wird dies zunehmend theologisch kritisiert. 
Um diese Abwertung zu vermeiden und die gemeinsame Grundlage beider Religionen zu betonen, wird der Tanach bzw. das AT auch Erstes Testament genannt.

## Aufbau
Im Zuge der Kanonisierung des Tanach zum christlichen Alten Testament wurde seine Dreiteilung und die Tora (der Pentateuch) unverändert beibehalten, aber einige Einzelbücher des zweiten und dritten Teils wurden anders zu- und angeordnet, andere kamen zu diesen beiden Teilen dazu.
In den meisten christlichen Kanonlisten des 2. bis 4. Jahrhunderts wurden die Nevi’im (Propheten) aufgeteilt und einige der Ketuvim (Schriften) zwischen „vordere“ und „hintere“ Propheten gerückt. Damit wurden erstere als Geschichtsbücher von den Schriftpropheten abgerückt. Die Bücher Rut, Esra, Nehemia und Chronik, die im Tanach zu den Schriften gehören, rückten in den zweiten Hauptteil und wurden dort annähernd historisch richtig eingeordnet: Das Buch Rut steht nun gemäß seinen Anfangs- und Schlussversen zwischen den Büchern Richter und Samuel, da seine Handlung zur Richterzeit spielt und Noomis Sohn als Großvater von König David galt. Da Esra und Nehemia auf die Exilszeit folgten, wurden ihre Bücher hinter die Chronik gerückt, die ihrerseits die Königszeit fortsetzt. Ihnen folgen die Bücher Tobit, Judit, Ester und Makkabäer gemäß den in ihnen beschriebenen, aufeinanderfolgenden Zeiten und Themen. Damit entstand eine zusammenhängende Beschreibung der Geschichte Israels von der Landnahme bis zur Wiederherstellung eines eigenen jüdischen Staates, in dem die Tora und der Tempelkult wieder Geltung hatten. Diese wurde eher als abgeschlossen und vergangen gelesen, nicht als von unabgegoltener prophetischer Verheißung bestimmte und geöffnete Zukunft.
Hinter die Geschichtsbücher rückten die noch übrigen Ketuvim. Die Salomo zugeschriebenen Schriften Sprichwörter, Kohelet und Hoheslied wurden um die Weisheit Salomos und Jesus Sirach ergänzt. Das Buch Hiob rückte vor die Psalmen an die erste Stelle: Denn Hiob galt wegen seiner an die Erzväter erinnernden Gottergebenheit als älter als die König David zugeschriebenen Psalmen. Diese Gebetssammlung beginnt mit Klage und endet mit dem Lob der Gottesherrschaft: Darin fanden die Christen die Verwandlung der Zweifel und Anklage Hiobs in die endzeitliche Freude über den Sieg Jesu Christi ausgedrückt.
Die Klagelieder Jeremias wurden folgerichtig zum Prophetenbuch Jeremia, das Buch Daniel zu den „großen“, die Zukunft der ganzen Welt betreffenden Propheten gestellt. Es wurde also nicht als weisheitliche, sondern apokalyptische Schrift, die frühere prophetische Verheißungen fortführt, betrachtet. Indem die Prophetenbücher an den Schluss rückten, wurden sie für die Christen zur Verheißung Jesu Christi.
Schriften, die für das Judentum, seine Feste und seinen Gottesdienst aktuell blieben, hatten für die Christen seit der Tempelzerstörung (70 n. Chr.) dagegen eher paradigmatische, allegorische und typologische Bedeutung.

## Kanonisierung
Dem Urchristentum galten die heiligen Schriften des Judentums als Wort Gottes und Jesus von Nazareth als ihr Messias. Darum verteidigte die Alte Kirche ihre Geltung als Offenbarungszeugnisse gegen christliche Minderheiten, die diese Geltung ablehnten. Der Bibelkanon des Alten Testaments unterscheidet sich deshalb zwischen den christlichen Konfessionen: Während der Protestantismus 39 Bücher aus dem Griechischen Alten Testament anerkennt, behielten Katholizismus und Orthodoxie 46 Bücher und der orthodoxe Kanon bis zu 51 Bücher aus dem Griechischen Alten Testament.
Seit der Trennung des Christentums vom Judentum entwickelte sich der christliche Gnostizismus, der das Alte Testament als Dokument einer verworfenen, überholten und antichristlichen Religion betrachtete und aus dem eigenen Glauben ausschloss. Marcion stellte die Schöpfung durch den bösen, materialistischen Gott Israels der Erlösung durch den guten, spirituellen Geist Jesu dualistisch einander gegenüber und stellte darum einen von allen jüdischen Einflüssen gereinigten Bibelkanon vor.
Ab 150 erteilte die werdende Kirche solchen Versuchen eine Absage, indem sie das „Alte Testament“ in der durch die Septuaginta überlieferten Form als vollgültiges Gotteswort übernahm und ihrem Neuen Testament voranstellte. Dies folgte der Auffassung der Urchristen, wonach der Glaube an Jesus Christus Gottes Bund mit Israel bekräftigte, nicht ablöste. Damit wurde es theologisch unmöglich, Leben, Lehre, Tod und Auferstehung Jesu Christi von der Erwählung Israels zu trennen. Die Kirche legte damit selber eine normative Instanz für die Auslegung des Neuen Testaments fest, auf die spätere Reformanläufe in Religion und Politik sich berufen konnten. Schon früh gab es verschiedene Übersetzungen von Teilen der Septuaginta ins Lateinische, die heute unter dem vielgestaltigen Begriff Vetus Latina summiert werden. Seit 385 erfolgte die vollständige Übersetzung der Septuaginta von Hieronymus ins Latein, die Vulgata, die die alten Übersetzungen dann verdrängte und im Katholizismus maßgebend wurde.

## Historisch-kritische Forschung
Die alttestamentliche Wissenschaft ist eine Teildisziplin der Theologie. Sie widmet sich der philologisch-historischen Erforschung des Alten Testaments. Sie umfasst folgende Sachbereiche:
- Alttestamentliche Literaturgeschichte (Einleitungswissenschaft)
- Exegese (Auslegung) der alttestamentlichen Texte
- soziale, politische und religiöse Geschichte Israels
- Theologie des Alten Testaments
- Alttestamentliche Hermeneutik (Lehre vom „Verstehen“)

Als Hilfswissenschaften sind der alttestamentlichen Wissenschaft zugeordnet:
- Hebraistik
- Judaistik
- Archäologie der Region Palästina und umliegender Gebiete
- Orientalistik

Ein Wissenschaftler auf dem Gebiet des Alten Testaments wird Alttestamentler genannt.

## Auslegungsgeschichte

### Patristik
In der Patristik prägte Augustinus von Hippo den von den Reformatoren wieder aufgegriffenen, berühmten Satz:

„Novum Testamentum in Vetere latet, et in Novo Vetus patet.“

„Das Neue Testament liegt im Alten verborgen, das Alte wird im Neuen aufgedeckt/offenbar.“

Gemeint ist, dass Jesus Christus und sein Erlösungswerk am Kreuz bereits im Alten Testament angedeutet werden. Dafür werden nicht nur einzelne Passagen wie Psalm 22 oder Jesaja 53  herangezogen, sondern auch der Sinn des gesamten Alten Testaments, das zeigen möchte, dass der Mensch – selbst, wenn er es versucht – Gottes Gebote nicht halten kann (vgl. z. B. Röm 3 ; 7 , Galaterbrief). Damit wird das Neue Testament als Fortsetzung des Alten gesehen, ohne das es keine Wurzel und Basis hätte.
Im gleichen Sinn ist folgende Aussage Röm 11,2–18 :

„Gott hat sein Volk nicht verstoßen, das er sich zuvor erwählt hat […] Nicht du trägst die Wurzel, sondern die Wurzel trägt dich!“

### Substitutionstheologie
Wo die auf das Diesseits bezogenen Hoffnungen und Verheißungen Israels neuplatonisch und allegorisch umgedeutet wurden, dort eignete sich das Christentum zur neuen Herrschaftsreligion des Römischen Reiches.
Um 130 n. Chr. entstand die Substitutionstheologie, die behauptet, dass Gott seit der Kreuzigung von Jesus seinen Bund mit Israel aufgehoben und ihn auf die Kirche übertragen habe. Sie bewirkte eine kirchlich-dogmatische Enterbung des Judentums, rief in Krisenzeiten Pogrome an Juden hervor und rechtfertigte diese während des Mittelalters bis weit in die Neuzeit hinein.
In der Zeit des Nationalsozialismus versuchten die „Deutschen Christen“ erneut, alles „Jüdische“ aus dem christlichen Glauben „auszumerzen“ und diesen zu einer „Nationalreligion“ umzuformen. Der latent angelegte Antijudaismus, der auch in Teilen der Kirche Fuß gefasst hatte, bildete eine der wesentlichen Voraussetzungen für diese willkürliche Auslegung des Christentums und damit auch die Verbrechen des Holocaust. Dabei wurde das gesamte Alte Testament weitgehend ignoriert.

### Neubewertung seit 1945
Aus dieser verheerenden Erfahrung erwuchs seit etwa 1960 ein jüdisch-christlicher Dialog. Er beflügelte die Diskussion um das AT, seine Relevanz für die Exegese des NT und den christlichen Glauben in der christlichen Theologie.
Schon die historische Forschung des 19. und frühen 20. Jahrhunderts erkannte die Eigenständigkeit der Traditionen Israels, besonders seiner Prophetie und seines Messianismus. Doch erst die unübersehbaren Wirkungen des christlichen Antijudaismus bis hin zur Schoa bewegten die Kirchen und die neutestamentliche Wissenschaft dazu, sich mit möglichen Wurzeln des Antijudaismus im Neuen Testament auseinanderzusetzen.
Dies zog im katholischen Bereich seit dem Zweiten Vatikanischen Konzil, im deutschen evangelischen Bereich – besonders seit den Kirchentagen der 1960er Jahre – eine Neubewertung des AT und Judentums auch in der kirchlichen Dogmatik und Alltagspraxis nach sich. Der Rheinische Synodalbeschluss von 1980 zum Verhältnis von Juden und Christen war hier wegweisend. Inzwischen haben die meisten Landeskirchen der EKD ähnliche Erklärungen beschlossen und teilweise in ihre Kirchenverfassungen übernommen.
Eine seiner zentralen Einsichten lautete: Hätte die christliche Mehrheit Europas ihre jüdischen Wurzeln wahrgenommen und den „ungekündigten Bund“ Gottes mit Israel (Röm 11,2 / Martin Buber) anerkannt, dann hätte sie das Doppelgebot der Liebe auch gegenüber der jüdischen Minderheit eher befolgt und die Gesellschaften Europas Gleiches zu tun gelehrt. Dann hätte die Gleichgültigkeit gegenüber dem Schicksal des jüdischen Volkes in der NS-Zeit so nicht geschehen können.
Dem versucht die christliche Theologie auch sprachlich Rechnung zu tragen, um die bleibende Gültigkeit der im Alten Testament enthaltenen Schriften auszudrücken und das Missverständnis zu verhindern, „alt“ bedeute „veraltet“ oder „überholt“: z. B. Erstes Testament (Hebr 8,7.13; 9,1.15.18: so der christliche Alttestamentler Erich Zenger).
Die dritte Denkschrift „Juden und Christen“ der EKD von 2000 stellt fest, dass die christliche Abwertung des Alten Testaments nur dauerhaft überwindbar ist, wenn zugleich das Judentum als bleibender, eigenständiger lebendiger Zeuge der Hebräischen Bibel anerkannt wird. Dies hat weitreichende Konsequenzen für Bibelforschung, Exegese, Predigt, Konfirmandenunterricht und Gottesdienstgestaltung.

## Rolle im Neuen Testament
Für Jesus von Nazaret und seine Nachfolger war eine Vorform des Tanach mit der Torah, Prophetenbüchern, Psalmen, dem Buch Daniel und Spruchweisheit die Heilige Schrift. Jesus bezog seine Verkündigung von Beginn seines Wirkens an darauf und verstand sie als gültige Auslegung des in ihr offenbarten Willens Gottes (Mt 5,17 ). Ohne Hören, Lesen und Auslegen biblischer Texte, die als Gottes aktuelles Wort verstanden wurden, war den Urchristen – wie allen damaligen Juden – ihre Botschaft vom Anbruch des Reiches Gottes nicht möglich.
Israels Bibel blieb auch nach Jesu Tod die Norm, von der her und auf die hin die Christen den gekommenen und wiederkommenden Messias verkündeten. So betonen alle Credoformeln der Jerusalemer Urgemeinde durchweg die Schriftgemäßheit, also Übereinstimmung und Vorherbestimmung ihres Glaubens mit Israels Heilsgeschichte. Jesu Tod und Auferweckung war für sie das allein in der Heiligen Schrift erkennbare Ziel dieser Geschichte, das die biblischen Verheißungen einer endgültigen Verwandlung der Welt bekräftigte.
Indem die Urchristen Jesu Geschichte als Erfüllung der Bundesgeschichte Gottes mit Israel nacherzählten, aufschrieben und lehrten, schufen sie ein „Neues Testament“. Die Evangelien, Gemeindebriefe und Apostelgeschichte stellen Auftreten, Sterben und Auferstehen des Juden Jesus Christus als endgültige Erfüllung und Erneuerung des Israelbundes dar, so dass sich die Botschaft des NT nur zusammen mit dem AT weiterverkünden lässt.
Der Begriff „Altes Testament“ als Bezeichnung für eine Sammlung der Schriften Israels kommt im NT nicht vor. Der Sache nach ist im NT damit aber der „Erste Bund“ Gottes mit dem Volk Israel (Hebr 8,7 ) im Gegenüber und in unauflösbarer Relation zum „Neuen Bund“ Gottes mit Israel und allen Völkern durch die Selbsthingabe Jesu Christi (Mk 14,24 ) gemeint. Das Attribut „alt“ hat seine Berechtigung ausschließlich in diesem christlichen Selbstverständnis: Danach ist das Verhältnis der beiden Testamente zueinander ein unauflösbares Nacheinander, insofern der Alte dem Neuen Bund Gottes zeitlich und inhaltlich vorangeht.
Dies meint jedoch weder im NT selber noch nach späterer kirchlicher Lehre die Veraltung und Ersetzung des Israelbundes, den die Hebräische Bibel bezeugt. Mit dem Erscheinen Jesu Christi ist für Christen kein neues Wort Gottes neben das „alte“ getreten. Sondern dieser „Sohn Gottes“ ist das „fleischgewordene Wort Gottes“ (Joh 1,14 ) und repräsentiert als solcher die Erwählung Israels zum Volk Gottes, in das von Ewigkeit her die Erwählung der Menschheit mit eingeschlossen ist.
Insbesondere der Tod und die Auferweckung Jesu Christi hat nach dem NT Gottes Willen stellvertretend für alle Menschen erfüllt. Damit hat er die Israel gegebenen Offenbarungen, Bundesschlüsse und Verheißungen endgültig bestätigt, die in Israels Bibel ausgesprochene Verheißung eines „neuen Bundes“ unüberbietbar bekräftigt (Hebr 8,8  zitiert Jer 31,31–32 ) und alle Völker in diesen Bund einbezogen.
Person und Werk Jesu Christi verkörpern also für die Christen den „neuen“ Willen Gottes, indem sie seinen „alten“ Willen, die Ersterwähnung Israels, endgültig erfüllen und bekräftigen. Für die ganze urchristliche Verkündigung ist daher der durchgängige Bezug auf die Bibel Israels entscheidend. Ohne sie lässt sich die universale Bedeutung Jesu Christi nicht aussagen bzw. verstehen.
Damit hat jedoch für die Christen der eine Wille Gottes, den bereits das „Alte“ Testament offenbart, einen anderen, neuen Stellenwert erhalten: Von nun an gilt dieser Wille nur noch in der Auslegung, die Jesus Christus ihm durch seine Lehre, seinen Tod und seine Auferweckung gegeben hat. Demnach sind alle Einzelgebote in dem einen Gebot Jesu Christi, nämlich dem Doppelgebot der Gottes- und Nächstenliebe, „aufgehoben“, diesem untergeordnet (Mk 12,30–31 ).